# Grzegorz Chudy
Grzegorz Chudy (ur. 29 stycznia 1982 w Katowicach) – polski filolog, muzyk i plastyk.

## Życiorys
Ukończył liceum im. Marii Konopnickiej w Katowicach. Przez rok uczęszczał na zajęcia organizowane przez ASP w Katowicach, ale zdecydował się podjąć studia na filologii polskiej, które ukończył na Uniwersytecie Śląskim. Z zawodu jest nauczycielem języka polskiego.
Równocześnie zajmuje się malowaniem akwarel. Jego pracownia znajduje się w Nikiszowcu – zabytkowym górniczym osiedlu Katowic. Maluje głównie pejzaże Górnego Śląska, który w jego obrazach staje się mityczną krainą. Przykładem seria akwarel, których pomysł podsunęła mu córka, a której bohaterami stały się beboki – złośliwe krasnale ze śląskich bajek i legend. Innym powtarzalnym motywem obrazów jest balonik, polatujący nad wieloma miastami. Chętnie maluje też wieże ciśnień, dziś konstrukcje pozbawione swojej pierwotnej funkcji, przez co wprowadzające baśniowy klimat. Interesuje się architekturą, o sobie mówi, że jest typem mieszczucha zafascynowanego miastami, które postrzega jak żywe stworzenia, czekające aby wydobyć z nich fragment historii do namalowania. Wykonał także serię rzeźb plenerowych przedstawiających beboki, które postawiono w Katowicach. 
W latach 2002–2018 występował z zespołem muzyki celtyckiej Beltaine, którego był jednym z założycieli, a potem frontmanem. Był dyrektorem artystycznym Festiwalu Muzyki Celtyckiej „Zamek” w Będzinie. Z zespołem nagrał sześć płyt i odwiedził wiele krajów, koncertowali m.in. w USA, Meksyku, Kanadzie, Portugalii, Hiszpanii, Francji, Włoszech i innych.
Urodzony w innej historycznej dzielnicy Katowic – Kostuchnie, posługiwał się w domu językiem śląskim, który jako polonista obecnie aktywnie popularyzuje. Jednym z jego projektów edukacyjnych, zorganizowanym wspólnie z Muzeum Śląskim w Katowicach pod hasłem Bajtle godajom, była szkółka języka śląskiego dla najmłodszych, skierowana do dzieci w wieku od 6 do 9 lat. W trakcie zajęć w interesujący dla dzieci sposób przedstawiana jest śląska kultura. W projekcie nie chodzi o formalny kurs języka, ale o zabawę nim i uświadomienie, że młody człowiek żyje w wyjątkowym regionie o wyjątkowych tradycjach.
Współpracuje z teatrem, między innymi był autorem oprawy plastycznej spektaklu „Mianujom mie Hanka” w teatrze Korez w Katowicach. Jest również ilustratorem książek, między innym Ewangelii śląskich Marka Szołtyska czy Mimrów z mamrami Aleksandra Lubiny. Wydał książkę Beboki. Ilustrował wydawnictwa muzyczne m.in. zespołów Dikanda, Kat & Roman Kostrzewski, Indialucia.